# Dibrachyonostylus
Dibrachyonostylus é um género botânico pertencente à família Rubiaceae.